# Munroe Falls
Munroe Falls és una població dels Estats Units a l'estat d'Ohio. Segons el cens del 2000 tenia 5.314 habitants.

## Demografia
Segons el cens del 2000, Munroe Falls tenia 5.314 habitants, 1.955 habitatges, i 1.524 famílies. La densitat de població era de 748,8 habitants per km².
Dels 1.955 habitatges en un 35% hi vivien nens de menys de 18 anys, en un 68,7% hi vivien parelles casades, en un 6,7% dones solteres, i en un 22% no eren unitats familiars. En el 18,8% dels habitatges hi vivien persones soles el 6,3% de les quals corresponia a persones de 65 anys o més que vivien soles. El nombre mitjà de persones vivint en cada habitatge era de 2,66 i el nombre mitjà de persones que vivien en cada família era de 3,04.
Per edats la població es repartia de la següent manera: un 24,6% tenia menys de 18 anys, un 6,4% entre 18 i 24, un 25,6% entre 25 i 44, un 29,8% de 45 a 60 i un 13,6% 65 anys o més.
L'edat mediana era de 41 anys. Per cada 100 dones de 18 o més anys hi havia 91,8 homes.
La renda mediana per habitatge era de 61.169 $ i la renda mediana per família de 69.918 $. Els homes tenien una renda mediana de 51.277 $ mentre que les dones 31.563 $. La renda per capita de la població era de 27.317 $. Aproximadament el 0,3% de les famílies i l'1,5% de la població estaven per davall del llindar de pobresa.

## Poblacions més properes
El següent diagrama mostra les poblacions més properes.